# Ред-Девіл (Аляска)
Ред-Девіл (англ. Red Devil) — переписна місцевість (CDP) в США, в окрузі Бетел штату Аляска. Населення — 22 особи (2020).

## Географія
Ред-Девіл розташований за координатами 61°45′27″ пн. ш. 157°21′30″ зх. д. / 61.75750° пн. ш. 157.35833° зх. д. (61.757561, -157.358451).  За даними Бюро перепису населення США в 2010 році переписна місцевість мала площу 72,07 км², з яких 65,08 км² — суходіл та 6,99 км² — водойми.

## Демографія
Згідно з переписом 2010 року, у переписній місцевості мешкали 23 особи в 12 домогосподарствах у складі 5 родин. Густота населення становила 0 осіб/км².  Було 23 помешкання (0/км²).
Расовий склад населення:
| - 43,5 % — корінних американців - 17,4 % — білих |

До двох чи більше рас належало 39,1 %. Частка іспаномовних становила 0,0 % від усіх жителів.
За віковим діапазоном населення розподілялося таким чином: 21,7 % — особи молодші 18 років, 52,2 % — особи у віці 18—64 років, 26,1 % — особи у віці 65 років та старші. Медіана віку мешканця становила 50,5 року. На 100 осіб жіночої статі у переписній місцевості припадало 109,1 чоловіків;  на 100 жінок у віці від 18 років та старших — 100,0 чоловіків також старших 18 років.
За межею бідності перебувало 31,8 % осіб, у тому числі 100,0 % дітей у віці до 18 років та 25,0 % осіб у віці 65 років та старших.
Цивільне працевлаштоване населення становило 14 осіб. Основні галузі зайнятості: транспорт — 85,7 %, роздрібна торгівля — 14,3 %.